# Lotta Engberg
Lotta Engberg, vlastním jménem Anna Charlotte Pedersen (* 5. března 1963, Överkalix, Norrbotten, Švédsko) je švédská zpěvačka.
V roce 1987, po výhře v národním kole Melodifestivalen, reprezentovala Švédsko na soutěži Eurovision Song Contest s písní „Boogaloo“.
Během své kariéry se účastnila švédského národního kola vícekrát. Na Melodifestivalen 1984 zazpívala píseň „Sankta Cecilia“ s Göranem Folkestadem a umístili se na druhém místě za vítěznou skupinou The Herreys. Na Melodifestivalen 1988 zazpívala píseň „100%“ a spolu s duem Triple & Touch se umístila na třetím místě. Na Melodifestivalen 1990 zazpívala sólově píseň „En gång till“ a umístila se na osmén místě. Na Melodifestivalen 1996 zazpívala píseň „Juliette & Jonathan“ s umístěním na třetím místě. Na Melodifestivalen 2002 si zazpívala píseň v triu Kikki, Bettan & Lotta a písní „Vem é dé du vill ha“ s umístěním na třetím místě. Na Melodifestivalen 2012 si zazpívala spolu s Christerem Sjögrenem, kdy zazpívali píseň „Don't Let Me Down“, kdy se umístila na třetím místě v semifinále.
Během své kariéry zpívala v několika formacích, např. Lotta & Anders Engbergs Orkester (1989—1994) nebo Lotta Engbergs (1994—2002).
Nyní pokračuje ve své kariéře jako sólová zpěvačka.
2. října 1999 byla ve Švédsku vydána poštovní známka s jejím portrétem.

## Diskografie
- Fyra Bugg & en Coca Cola (1987)
- Fyra Bugg & en Coca Cola och andra hits (2003)
- Kvinna & man (Lotta Engberg & Jarl Carlsson), 2005)
- världens bästa lotta (2006)
- Jul hos mig (2009)
- Lotta & Christer (2012, Lotta Engberg & Christer Sjögren)